# Jairo Rodrigues
Jairo Rodrigues (født 31. december 1992) er en brasiliansk fodboldspiller.